# Isola Principe di Galles (monti)
Elenco dei principali monti dell'isola Principe di Galles (Arcipelago Alessandro - Alaska sud-orientale).

## Elenco dei monti
L'elenco segue la direttrice nord - sud. 
| Nome del monte                               | Quota (m s.l.m.) (quota indicata da un'altra fonte) | Coordinate             | Note e idrografia |
| -------------------------------------------- | --------------------------------------------------- | ---------------------- | --- |
| Monte Calder (Mount Calder)                  | 879 (1.027)                                         | 56°13′54″N 133°35′37″W | |
| Picco di Perue (Perue Peak)                  | 904 (932)                                           | 56°14′26″N 133°29′45″W | |
| Monte Red Bay (Red Bay Mountain)             | 869 (927)                                           | 56°13′05″N 133°22′30″W | A nord del monte nasce il fiume Big (Big Creek) e il [lago di Red (Red Lake) entrambi tributari della baia di Red (Red Bay); a sud nasce il fiume Marble (Marble Creek) tributario della baia di Shakan (Shakan Bay). |
| Picco di El Capitan (El Capitan Peak)        | 749 (788)                                           | 56°11′03″N 133°18′38″W | |
| Picco di Baird (Baird Peak)                  | 851 (1.116)                                         | 55°54′46″N 132°42′03″W | Il monte è formato da due cime: Pk Lake Bay East e Pk Lake Bay West. Dal picco montuoso nascono alcuni fiumi che alimentano il lago di Luck (Luck Lake) a nord e il lago di Little (Little Lake) a sud. |
| Monte Manty (Manty Mountain)                 | 921 (961)                                           | 55°51′05″N 132°47′30″W | Il monte alimenta diversi bacini idrografici: a nord il fiume Luck (Luck Creek) tributario dell'omonimo lago; a nord-ovest alcuni lagi e alla fine il fiume Hatchery (Hatchery Creek) tributario del lago di Sweetwater (Sweetwater Lake); a sud alcuni laghi e il fiume Thorne (Thorne River) tributario della baia omonima. |
| Monte Twin (Twin Mountain)                   | 730 (801)                                           | 55°45′46″N 133°10′16″W | |
| Colle di Staney (Staney Cone)                | 699 (842)                                           | 55°43′45″N 133°09′25″W | Dal versante sud del colle nasce uno degli affluenti del fiume Shaheen (Shaheen Creek) tributario del canale di Tuxekan (Tuxekan Passage). |
| Colle Center (Center)                        | 856                                                 | 55°44′19″N 132°53′34″W | Alimenta il lago di Control (Control Lake) e fornisce un affluente del fiume Thorne (Thorne River). |
| Monte Kogish (Kogish Mountain)               | 805 (898)                                           | 55°41′29″N 133°10′30″W | Da suoi versanti nascono gli affluenti al fiume Staley (Staley Creek), al fiume Shaheen (Shaheen Creek) e al fiume Shinaku (Shinaku Creek). |
| Picco di Rush (Rush Peak)                    | 759 (833)                                           | 55°37′24″N 132°40′14″W | Sul versante nord nasce un tributario del lago di Angel (Angel Lake), mentre a est si trovano le sorgenti del fiume Goose (Goose Creek), mentre a sud da un piccolo lago nasce il fiume Paul Young (Paul Young Creek). |
| Collina di North Pole (North Pole Hill)      | 213                                                 | 55°38′07″N 132°36′10″W | La collina è circondata da alcuni laghi tra cui il lago di Foot (Foot Lake) e il lago di Ellen (Ellen Lake). |
| Monte Tolstoi (Tolstoi Mountain)             | 500 (582)                                           | 55°38′45″N 132°22′59″W | Il monte domina la baia omonima. |
| Picco di Pin (Pin Peak)                      | 1.022 (1.178)                                       | 55°32′16″N 132°50′38″W | Dal monte nascono i seguenti fiumi: il fiume Andersen (Andersen Creek) a est, il fiume McGilvery (McGilvery Creek) a sud-est, il fiume Harris (Harris River) a sud-ovest; inoltre a ovest alimenta le acque del lago Black Bear (Black Bear Lake).                                                                            |
| Monte Jacobs (Jacobs Mountain)               | 654 (722)                                           | 55°34′09″N 132°21′41″W | Il monte si trova nella penisola di Kasaan (Kasaan Peninsula) |
| Monte Kasaan (Kasaan Mountain)               | 780 (867)                                           | 55°32′37″N 132°21′29″W | È il monte più alto della penisola di Kasaan (Kasaan Peninsula) |
| Monte Granite (Granite Mountain)             | 961 (1.050)                                         | 55°31′42″N 132°40′31″W | A ovest del monte nasce un affluente del fiume McGilvery (Gilvery Creek), a est alimenta il fiume Flagstaff (Flagstaff Creek), mentre a sud genera alcuni affluenti del fiume Maybeso (Maybeso Creek). |
| Monte Andrew (Mount Andrew)                  | 428                                                 | 55°31′03″N 132°18′07″W | Il monte si trova nella penisola di Kasaan (Kasaan Peninsula) |
| Monte Sunny Hay (Sunny Hay Mountain)         | 844 (890)                                           | 55°27′50″N 133°04′33″W | A nord il monte procura le acque per il fiume Crab (Crab Creek), a sud diversi torrenti secondari sono tributari della baia di St Nicholas (St Nicholas Port). |
| Picco di Harris (Harris Peak)                | 875 (1.033)                                         | 55°28′40″N 132°46′34″W | A nord i suoi affluenti alimentano il fiume Maybeso (Maybeso Creek) a sud il fiume Harris (Harris River). |
| Monte Clover (Clover Mountain)               | 705 (779)                                           | 55°19′44″N 132°16′26″W | Ai piedi della montagna si trova il lago di Clover (Clover Lake) |
| Monte Beaver (Beaver Mountain)               | 857                                                 | 55°17′18″N 132°30′54″W | A nord tramite il lago di Rock (Rock Lake) il monte Beaver alimenta il fiume Rock (Rock Creek); a sud alcuni affluenti alimentano le acque del fiume Portage (Portage Creek). |
| Monte Rock Butte (Rock Butte)                | 882 (964)                                           | 55°16′57″N 132°28′34″W | A nord del monte nasce il fiume Rock (Rock Creek); a sud alcuni affluenti sono tributari dello stretto West Arm Cholmondeley (West Arm Cholmondeley Sound). |
| Monte Barren (Barren Mountain)               | 872 (1.016)                                         | 55°16′58″N 132°24′23″W | Dal monte nasce il fiume Sunny (Sunny Creek) tributario della baia omonima. |
| Monte Nipple Butte (Nipple Butte)            | 709                                                 | 55°18′35″N 132°19′23″W | |
| Monte Jumbo (Mount Jumbo)                    | 992                                                 | 55°15′08″N 132°36′45″W | A nord tramite un lago alimenta le acque del fiume Bully Boy (Bully Boy Creek). |
| Monte Copper (Copper Mountain)               | 1.139 (1.193)                                       | 55°14′17″N 132°36′11″W | Fornisce le acque al lago di Josephine (Josephine Lake) e altri laghi. |
| Monte Billie (Billie Mountain)               | 890 (973)                                           | 55°15′18″N 132°34′20″W | Fornisce le acque al lago di Isabel (Isabel Lake) e altri laghi. |
| Monte Green Monster (Green Monster Mountain) | 861                                                 | 55°14′44″N 132°31′59″W | I torrenti di questo monte sono tributari dello stretto West Arm Cholmondeley (West Arm Cholmondeley Sound). |
| Monte Hetta (Hetta Mountain)                 | 764 (893)                                           | 55°11′01″N 132°33′55″W | I suoi fiumi sono tributari dell'insenatura di Hetta (Hetta Inlet). |
| Monte Dolomi (Dolomi Mountain)               | 289 (347)                                           | 55°08′59″N 132°04′23″W | |
| Monte Eudora (Eudora Mountain)               | 873 (1.071)                                         | 55°07′08″N 132°15′07″W | Dal monte nascono i seguenti fiumi: a nord alcuni tributari del lago di Miller (Miller Lake); a est affluenti del fiume Aiken (Aiken Creek); a sud nasce il fiume Kugel (Kugel Creek). |
| Monte Bokan (Bokan Mountain)                 | 675 (701)                                           | 54°54′59″N 132°09′24″W | I suoi torrenti sono tributari a nord del South Arm dello stretto di Moira (Moira Sound) e a sud del West Arm della baia di Kendrick (Kendrick Bay). |
| Monte Nichols (Nichols Mountain)             | 495 (557)                                           | 54°43′34″N 132°11′03″W | |

Diversi altri gruppi montuosi sono presenti nell'isola, ma sono anonimi tra cui la cima più alta: 1.217 m s.l.m. 55°32′13″N 132°52′37″W vicina al Picco di Pin (Pin Peak).